# Олів'є Накаш
Олів'є́ Нака́ш (фр. Olivier Nakache; нар. 14 квітня 1973, Сюрен, О-де-Сен, Франція) — французький кінорежисер, сценарист. Працює у співдружності з Еріком Толедано.

## Життєпис
Олів'є Накаш народився 14 квітня 1973 року в Сюрені, департамент О-де-Сен у Франції. Його батько — ІТ-менеджер, мати — помічниця бухгалтера. Він є братом акторки і режисерки Джеральдін Накаш
Олів'є Накаш починав режисерську діяльність з короткометражних стрічок, часто в тандемі з Еріком Толедано. У 1995 році вони створили фільм «День і ніч», у 1999 «Незручність» — фільм-хроніку молодих Дідів Морозів одного вечора, яка об'єднав п'ятьох молодих французьких коміків: Жамеля Деббуза, Гада Ельмалеха, Атмена Келіфа, Рошді Зема та Гілберта Мелкі.
У 2005 році Олів'є Накаш та Ерік Толедано поставили свій перший повнометражний фільм «Я волію, щоб ми залишилися друзями…» з Жераром Депардьє і Жаном-Полем Рувом у головних ролях. Як комедійний актор Накаш знявся у власному фільмі «Літній табір» 2006 року.
У 2009 році, режисер зняв третій фільм «Так близько», історію однієї сім'ї, де знялися Вінсент Ельбаз, Ізабель Карре, Франсуа-Ксав'є Демезон, Одрі Дана і Омар Сі.
Найвідомішою роботою Олів'є Накаша як режисера і сценариста став фільм 2011 року «Недоторканні» (1+1), поставлений у співпраці з Еріком Толедано та за участі Франсуа Клюзе та Омара Сі в головних ролях. Стрічка була номінована на отримання багатьох престижних кінопремій та виборола низку фестивальних та професійних кінонагород.
У 2014 році Олів'є Накаш та Ерік Толедано екранізували роман Дельфіни Кулен «Самба для Франції», поставивши драматичну комедію Самба з Омар Сі в головній ролі.
Крім роботи в кіно Олів'є Накаш та Ерік Толедано зняли деякі частини шоу В суботу увечері в прямому ефірі (фр. Samedi soir en direct) у 2003 році на французькому телеканалі Comédie.

## Фільмографія
Режисер та сценарист (спільно з Еріком Толедано)
| Рік  | Українська назва                    | Оригінальна назва           | Примітки         |
| ---- | ----------------------------------- | --------------------------- | ---------------- |
| 1995 | Цілодобово                          | Le jour et la nuit          | короткометражний |
| 1999 | Частка тіні                         | La part de l'ombre          | короткометражний |
| 1999 | Незручність                         | Les petits souliers         | короткометражний |
| 2000 | Ці щасливі дні                      | Ces jours heureux           | короткометражний |
| 2005 | Я волію, щоб ми залишилися друзями… | Je préfère qu'on reste amis |                  |
| 2006 | Літній табір                        | Nos jours heureux           |                  |
| 2009 | Так близько                         | Tellement proches           |                  |
| 2011 | Недоторканні                        | Intouchables                |                  |
| 2014 | Самба                               | Samba                       |                  |
| 2017 | 1+1=Весілля                         | Le sens de la fête          |                  |

## Визнання
| Нагороди та номінації Олів'є Накаша | Нагороди та номінації Олів'є Накаша                    | Нагороди та номінації Олів'є Накаша     | Нагороди та номінації Олів'є Накаша |
| Рік                                 | Категорія                                              | Фільм                                   | Результат                           |
| ----------------------------------- | ------------------------------------------------------ | --------------------------------------- | ----------------------------------- |
| Паризький кінофестиваль             |                                                        |                                         |                                     |
| 1999                                | Найкращий короткометражний фільм                       | Незручність (з Еріком Толедано)         | Перемога                            |
| 2000                                | Найкращий короткометражний фільм                       | Частка тіні (з Івон Марсіано)           | Перемога                            |
| Міжнародний кінофестиваль у Токіо   |                                                        |                                         |                                     |
| 2011                                | Ґран-прі «Токійська сакура»                            | Недоторканні (з Еріком Толедано)        | Перемога                            |
| Премія «Люм'єр»                     |                                                        |                                         |                                     |
| 2012                                | Найкращий фільм                                        | Недоторканні                            | Номінація                           |
| 2018                                | Найкращий фільм                                        | 1+1=Весілля                             | Номінація                           |
| 2018                                | Найкращий сценарій                                     | 1+1=Весілля (спільно з Еріком Толедано) | Номінація                           |
| Премія «Сезар»                      |                                                        |                                         |                                     |
| 2012                                | Найкращий фільм                                        | Недоторканні                            | Номінація                           |
| 2012                                | Найкраща режисерська робота                            | Недоторканні (з Еріком Толедано)        | Номінація                           |
| 2012                                | Найкращий сценарій                                     | Недоторканні (з Еріком Толедано)        | Номінація                           |
| 2018                                | Найкращий фільм                                        | 1+1=Весілля                             | Номінація                           |
| 2018                                | Найкраща режисерська робота                            | 1+1=Весілля                             | Номінація                           |
| 2018                                | Найкращий сценарій                                     | 1+1=Весілля                             | Номінація                           |
| Давид ді Донателло                  |                                                        |                                         |                                     |
| 2012                                | Найкращий європейський фільм                           | Недоторканні (з Еріком Толедано)        | Перемога                            |
| Кришталевий глобус                  |                                                        |                                         |                                     |
| 2012                                | Найкращий фільм                                        | Недоторканні (з Еріком Толедано)        | Перемога                            |
| Сараєвський кінофестиваль           |                                                        |                                         |                                     |
| 2012                                | Приз глядацької аудиторії                              | Недоторканні (з Еріком Толедано)        | Перемога                            |
| Кінофестиваль в Нантакеті           |                                                        |                                         |                                     |
| 2012                                | Приз глядацької аудиторії                              | Недоторканні (з Еріком Толедано)        | Перемога                            |
| Кінофестиваль у Вісконсині          |                                                        |                                         |                                     |
| 2012                                | Приз глядацької аудиторії                              | Недоторканні (з Еріком Толедано)        | Перемога                            |
| Приз Європейської кіноакадемії      |                                                        |                                         |                                     |
| 2012                                | Найкращий фільм                                        | Недоторканні                            | Номінація                           |
| 2012                                | Найкращий сценарист                                    | Недоторканні (з Еріком Толедано)        | Номінація                           |
| 2012                                | Приз глядацьких симпатій за найкращий фільм            | Недоторканні (з Еріком Толедано)        | Номінація                           |
| 2018                                | Найкращий комедійний фільм                             | 1+1=Весілля (з Еріком Толедано)         | Номінація                           |
| 2018                                | Приз глядацьких симпатій за найкращий фільм            | 1+1=Весілля (з Еріком Толедано)         | Номінація                           |
| Премія BAFTA                        |                                                        |                                         |                                     |
| 2013                                | Найкращий неангломовний фільм                          | Недоторканні                            | Номінація                           |
| Премія Гойя                         |                                                        |                                         |                                     |
| 2013                                | Найкращий європейський фільм                           | Недоторканні                            | Перемога                            |
| Премія Сан Жорді                    |                                                        |                                         |                                     |
| 2013                                | Приз глядацької аудиторії за найкращий іноземний фільм | Недоторканні                            | Перемога                            |